# Campeonato NORCECA de Voleibol Feminino
O Campeonato NORCECA de Voleibol Feminino (ou vôlei) é o torneio realizado pela Confederação da América do Norte, Central e Caribe de Voleibol (NORCECA) reunindo as principais seleções nacionais afiliadas deste esporte. É realizado a cada dois anos, cuja primeira edição foi sediada no México em 1969, com a seleção anfitriã sagrando-se campeã.

## Resultados
| 1969 Detalhes | Cidade do México           | México               | 3–2        | Cuba                 | Estados Unidos        | 3–1        | Canadá               |
| 1971 Detalhes | Havana                     | México               | [ nota 1 ] | Cuba                 | Antilhas Neerlandesas | [ nota 1 ] | Porto Rico           |
| 1973 Detalhes | Tijuana                    | Cuba                 | 3–0        | Canadá               | Estados Unidos        | 3–2        | México               |
| 1975 Detalhes | Los Angeles                | Cuba                 | [ nota 1 ] | Estados Unidos       | México                | [ nota 1 ] | Canadá               |
| 1977 Detalhes | Santo Domingo              | Cuba                 | 3–1        | Estados Unidos       | Canadá                | 3–0        | República Dominicana |
| 1979 Detalhes | Havana                     | Cuba                 | [ nota 1 ] | Estados Unidos       | México                | [ nota 1 ] | Canadá               |
| 1981 Detalhes | Cidade do México           | Estados Unidos       | 3–1        | Cuba                 | México                | 3–1        | Canadá               |
| 1983 Detalhes | Indianápolis               | Estados Unidos       | [ nota 1 ] | Cuba                 | Canadá                | [ nota 1 ] | México               |
| 1985 Detalhes | Santiago de los Caballeros | Cuba                 | 3–0        | Estados Unidos       | Canadá                | 3–?        | Porto Rico           |
| 1987 Detalhes | Havana                     | Cuba                 | [ nota 1 ] | Estados Unidos       | Canadá                | [ nota 1 ] | México               |
| 1989 Detalhes | San Juan                   | Cuba                 | 3–0        | Canadá               | Estados Unidos        | 3–0        | México               |
| 1991 Detalhes | Regina                     | Cuba                 | [ nota 1 ] | Estados Unidos       | Canadá                | [ nota 1 ] | México               |
| 1993 Detalhes | Colorado Springs           | Cuba                 | 3–1        | Estados Unidos       | Canadá                | 3–?        | México               |
| 1995 Detalhes | Santo Domingo              | Cuba                 | 3–1        | Estados Unidos       | Canadá                | 3–?        | República Dominicana |
| 1997 Detalhes | Caguas                     | Cuba                 | 3–1        | Estados Unidos       | República Dominicana  | 3–1        | Canadá               |
| 1999 Detalhes | Monterrei                  | Cuba                 | 3–0        | Estados Unidos       | Canadá                | 3–1        | República Dominicana |
| 2001 Detalhes | Santo Domingo              | Estados Unidos       | 3–1        | Cuba                 | República Dominicana  | 3–1        | México               |
| 2003 Detalhes | Santo Domingo              | Estados Unidos       | 3–0        | Cuba                 | República Dominicana  | 3–0        | Canadá               |
| 2005 Detalhes | Port of Spain              | Estados Unidos       | 3–2        | Cuba                 | República Dominicana  | 3–0        | Porto Rico           |
| 2007 Detalhes | Winnipeg                   | Cuba                 | 3–2        | Estados Unidos       | República Dominicana  | 3–2        | Canadá               |
| 2009 Detalhes | Bayamón                    | República Dominicana | 3–2        | Porto Rico           | Cuba                  | 3–2        | Estados Unidos       |
| 2011 Detalhes | Caguas                     | Estados Unidos       | 3–0        | República Dominicana | Cuba                  | 3–0        | Porto Rico           |
| 2013 Detalhes | Omaha                      | Estados Unidos       | 3–1        | República Dominicana | Porto Rico            | 3–0        | Canadá               |
| 2015 Detalhes | Morelia                    | Estados Unidos       | 3–1        | República Dominicana | Porto Rico            | 3–1        | Canadá               |
| 2019 Detalhes | San Juan                   | República Dominicana | 3–2        | Estados Unidos       | Canadá                | 3–0        | Porto Rico           |
| 2021 Detalhes | Guadalajara                | República Dominicana | 3–2        | Porto Rico           | Canadá                | 3–2        | Estados Unidos       |
| 2023 Detalhes | Quebec                     | República Dominicana | 3–2        | Estados Unidos       | Canadá                | 3–1        | Cuba                 |

Notas
1. 1 2 3 4 5 6 7 8 9 10 11 12  Nessas edições, não houve final. A competição foi decidida numa fase final de grupos.

## Quadro de Medalhas
| Ordem | País                  | Medalha de ouro | Medalha de prata | Medalha de bronze | Total |
| ----- | --------------------- | --------------- | ---------------- | ----------------- | ----- |
| 1     | Cuba                  | 13              | 7                | 2                 | 22    |
| 2     | Estados Unidos        | 8               | 13               | 3                 | 24    |
| 3     | República Dominicana  | 4               | 3                | 5                 | 12    |
| 4     | México                | 2               | 0                | 3                 | 5     |
| 5     | Canadá                | 0               | 2                | 11                | 13    |
| 6     | Porto Rico            | 0               | 2                | 2                 | 4     |
| 7     | Antilhas Neerlandesas | 0               | 0                | 1                 | 1     |

## MVPs por edição
- 1969 – 1999 – Desconhecido
- 2001 –  Tara Cross-Battle
- 2003 –  Yumilka Ruiz
- 2005 –  Nancy Metcalf
- 2007 –  Nancy Carrillo
- 2009 –  Prisilla Rivera
- 2011 –  Bethania de la Cruz
- 2013 –  Kelly Murphy
- 2015 –  Nicole Fawcett
- 2019 –  Brayelin Martínez
- 2021 –  Gaila González[2]
- 2023 –  Brenda Castillo